# Charles William Bret Tricker
Charles William Brett Tricker ( 1852 - 1916 ) fue un empresario, botánico, horticultor inglés .
Era hijo de Charles Tricker, un jardinero; y la familia vivía en Bishop Hortford, Hertford, Herts, al noroeste de Londres. Se casa el 17 de abril de 1876, con Elizabeth Hewitt.
Fue aprendiz en Royal Botanic Gardens, Kew, y luego migra a EE. UU. en 1885, y se naturaliza ciudadano en 1900. Trabajó varios años como jardinero en una finca de Staten Island, y comienza a experimentar con los nenúfares; y estableció un vivero acuático en Clifton, Nueva Jersey. Comienza los negocios y arma su primer catálogo en 1892.

## Algunas publicaciones
- 1897.  The Water Garden. A.T. La Mare Printing & Publishing Co. Ltd. Nueva York
- 1901.  Origin of Hybrid Nymphaeas. The Garden, 23 de febrero de 1901, 139 pp.

## Honores

### Epónimos
- (Nymphaeaceae) Victoria trickeri H.Henkel[3]

- La abreviatura «Tricker» se emplea para indicar a Charles William Bret Tricker como autoridad en la descripción y clasificación científica de los vegetales.[4]